# Andreas Gottschalk
Pour les articles homonymes, voir Gottschalk.

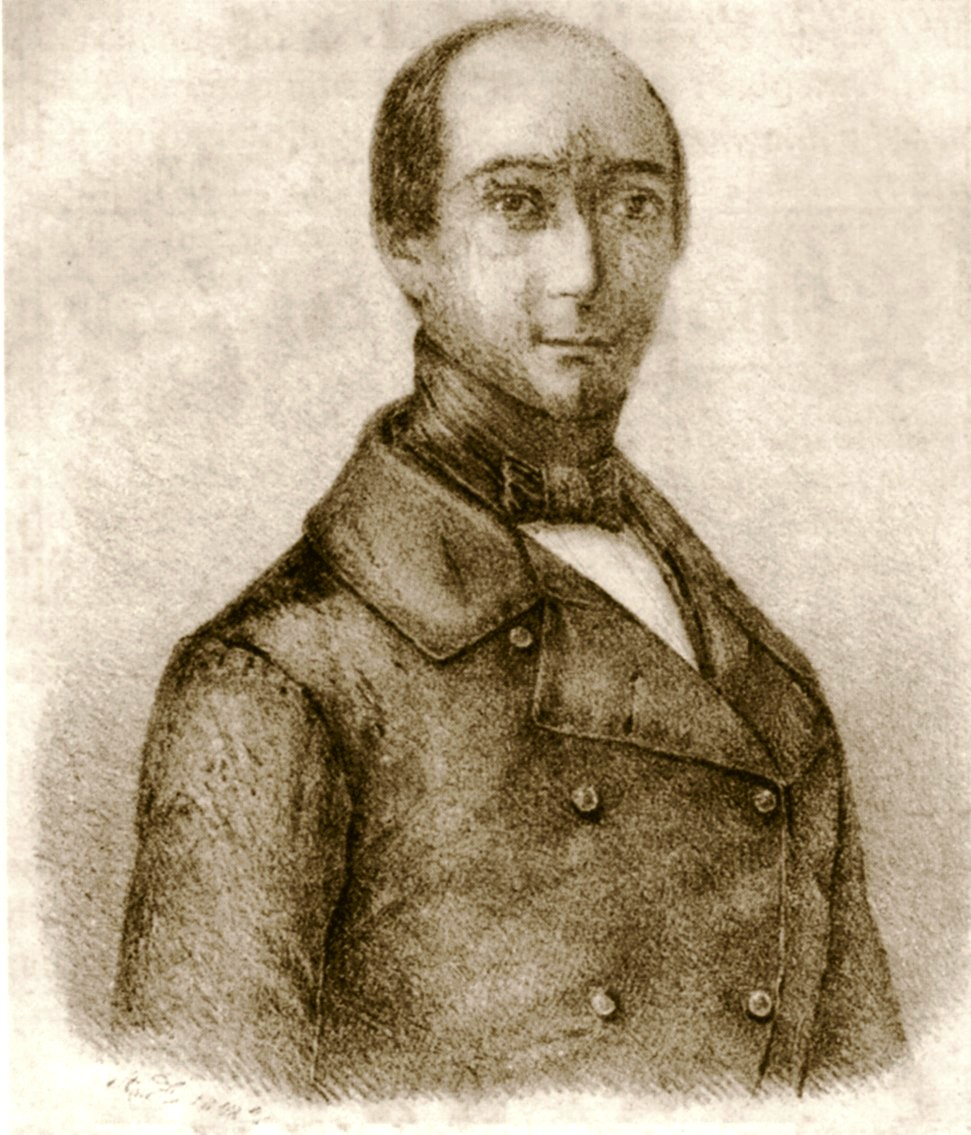
Andreas Gottschalk

Andréas Gottschalk (né le 28 février 1815 à Düsseldorf, mort le 8 septembre 1849) fut un militant ouvrier révolutionnaire.
Médecin de formation, il est très populaire auprès du milieu ouvrier. Il participe au mouvement révolutionnaire de 1848 en Allemagne et défend l'idée d'une République fédérale allemande.
En 1848, il fonde à Cologne avec August Willich une société ouvrière, l'Union Ouvrière.
Il est enterré au Melaten-Friedhof de Cologne.